# ロケットランチャー
ロケットランチャー（英: rocket launcher、ロケット弾発射器あるいは発射機）は、ロケット弾を発射する兵器の総称である。単純に発射筒を肩に担いで手動で照準・発射する方式のほか、ポッドとして航空機に搭載する方式や、砲兵に準じて運用する大型のものもある。

## 構造
ロケット弾の収納・保持のために用いる発射筒のほか、発射筒に射角・方位角を与える機能を付与した発射機がある。

### ロケット発射筒
発射筒は、発射直前までロケット弾を保持することになるため、特に無誘導のロケット弾においては弾着精度に影響を及ぼす重要な構成品である。また、ロケットモーターの火炎に炙られることから、耐熱性を考慮した設計・製造が求められている。
ロケット弾は、構造上、砲の薬室が砲弾側に取り付けられたような状態となっていることから、ランチャー側の構造を簡略化し、重量も軽減できるという特徴がある。また発射時の反動も軽いため、大砲のように強固・大重量の砲架を必要とすることもない。
例えばハイドラ70ロケット弾をヘリコプターに搭載するためのM261ランチャーでは、アルミニウム合金を用いて軽量化が図られている。また個人携帯用のパンツァーファウスト3では、繊維強化プラスチック（FRP）を導入して軽量化を図るとともに、後方にカウンターマスを放出するデイビス式を採用して、発射時の反動の相殺も図っている。

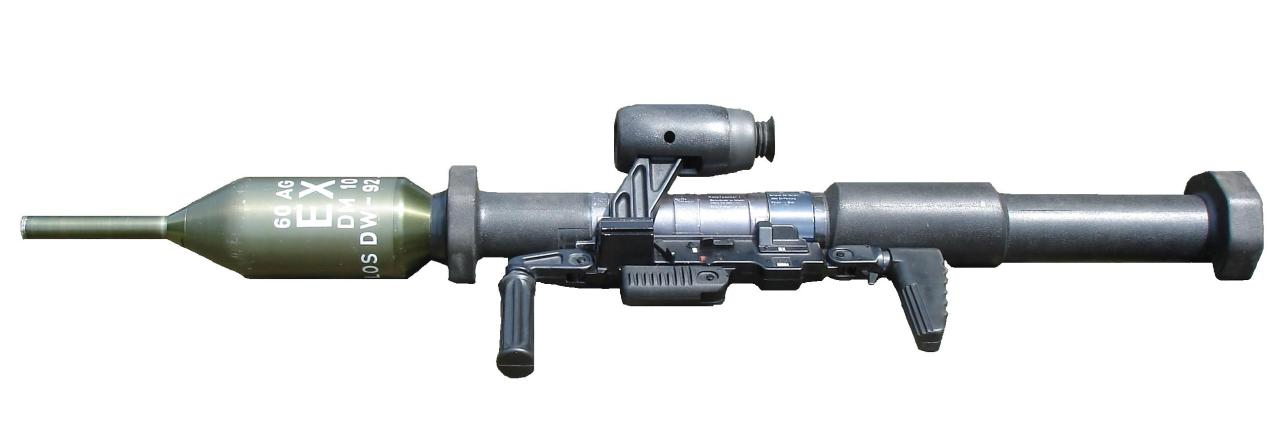
パンツァーファウスト3。個人携行可能な肩撃ち式ランチャーである。
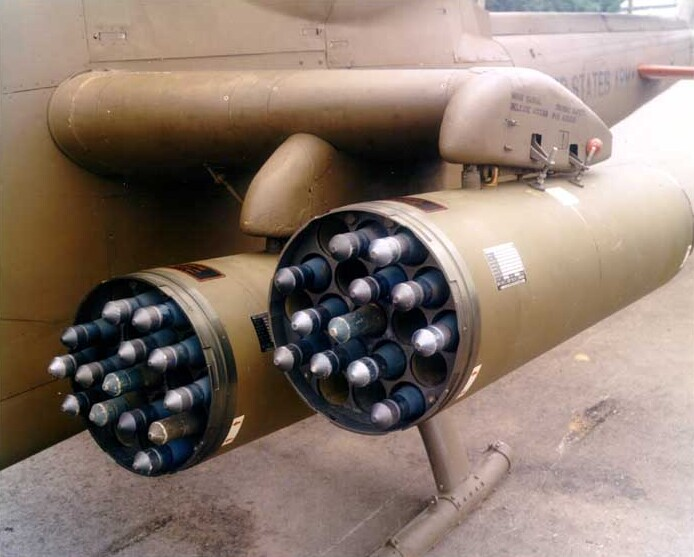
AH-1攻撃ヘリコプターに搭載されたM261ランチャー。ポッド式を採用している。

### ロケット発射機
大砲に準じて運用される場合はロケット砲と称される。命中精度の低さを補うため、多連装ロケット砲とされる傾向が強い。またロケット弾発射時に生じる白煙などで位置が暴露される危険を避けるため、ほとんどが車載化されているが、これも、路外機動性を重視した装軌式と、路上機動性を重視した装輪式とがある。
発射機でロケット弾を運搬するため、発射直前まで拘束する必要があり、発射筒に準じたチューブ方式のほか、より簡便なレールを用いた方式などもある。従来、大型のロケット弾を発射する場合は発射直後の揺れなどを抑えるために発射機が大型化する傾向があったが、アクチュエータなどの高性能化・小型化に伴い、揺れなどを迅速に制御することができ、ロケット弾を高い発射速度で発射できるようになってきている。
従来は、ロケット弾は弾頭とロケットモータとを別々に収納し、運用者が発射前に組み立てて発射機に装填する方法をとっていた。これに対し、近年では保管時に使用する収納容器が発射機の機能の一部を兼ねるキャニスタの採用が広がっている。キャニスタには、発射機への搭載の容易性、即応性の向上、点検の簡便化、耐環境性の向上、ロケット弾発射時のロケットモータ火炎の遮断など、メリットが多い。また発射機への装填作業そのものも、ロケット弾の大型化に伴って機械化が進み、装填速度の向上が図られている。

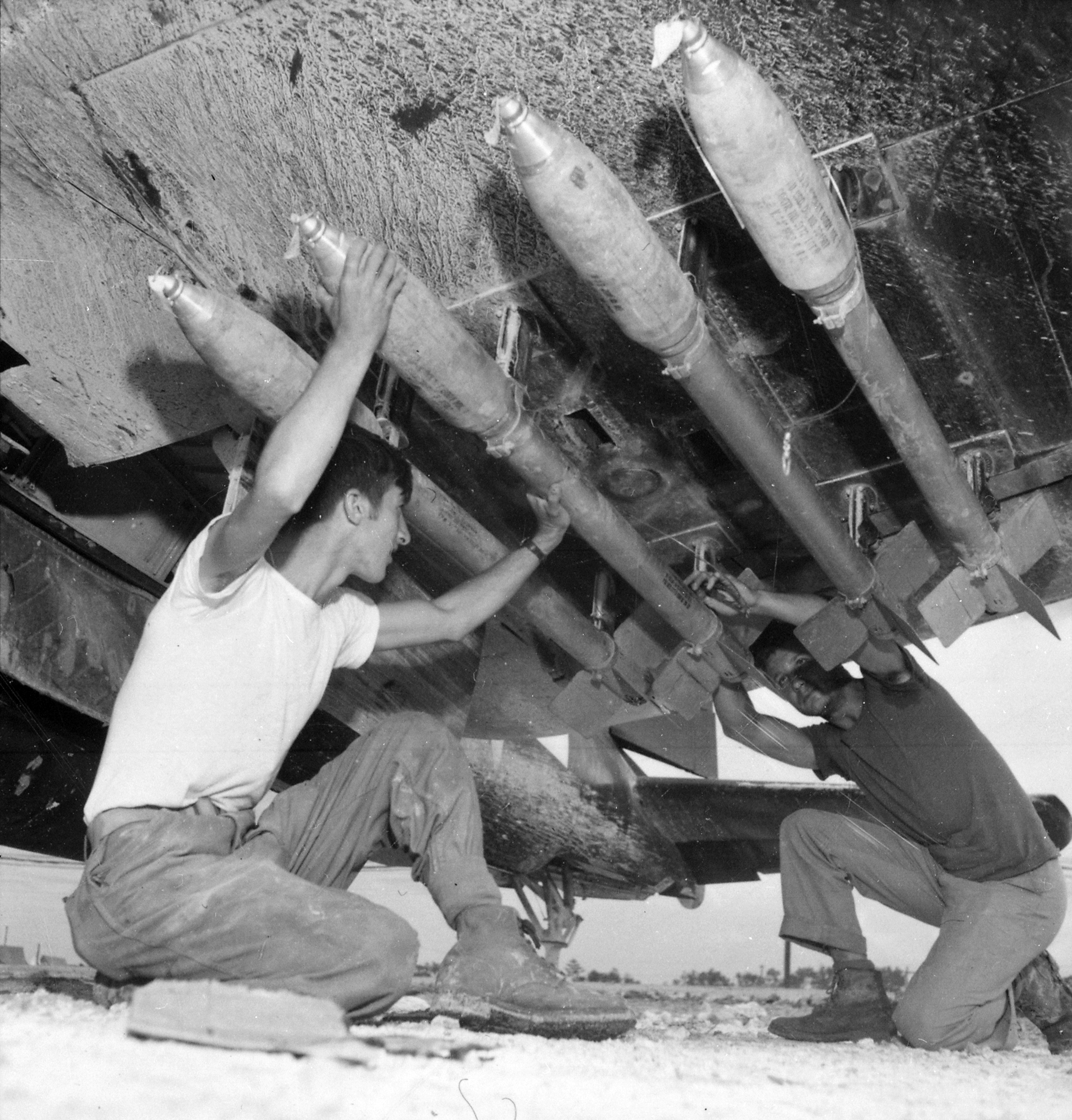
レール型ランチャーを介してF4Uに搭載された5インチ FFAR。
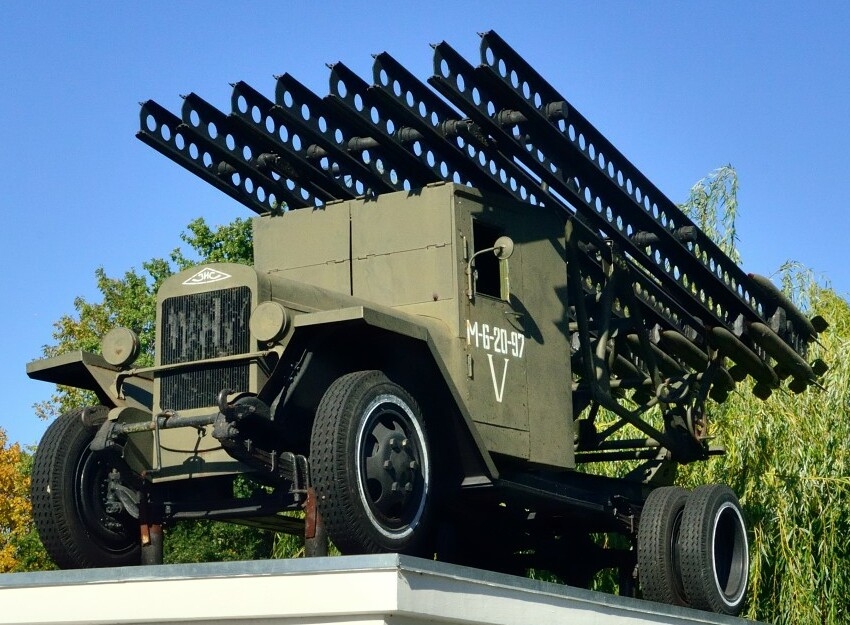
BM-13。レール型ランチャーを多連装化し、装輪車両に搭載している。
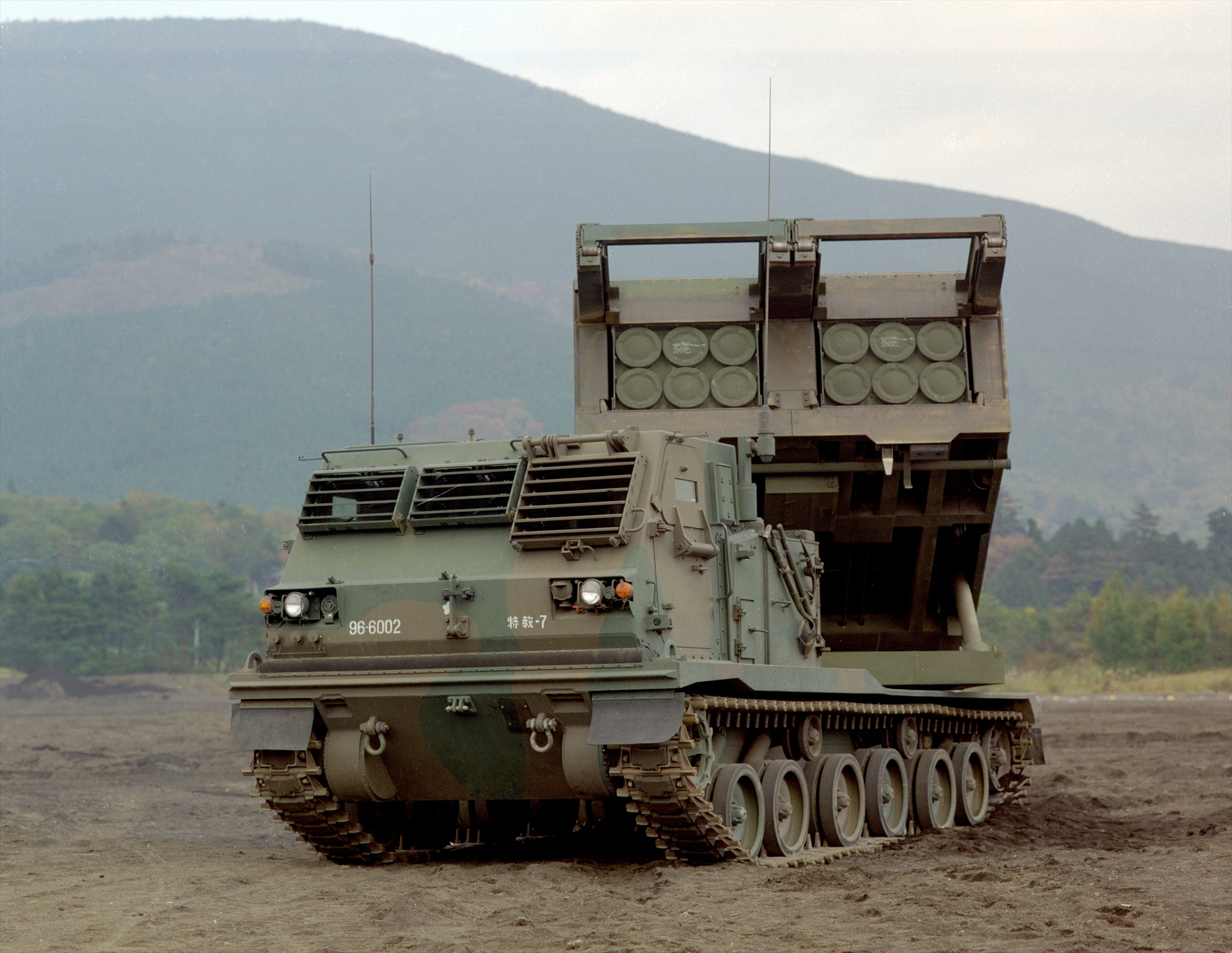
M270発射機。装軌式・多連装式で、キャニスタ式を採用している。

## 形態

### 個人携行型

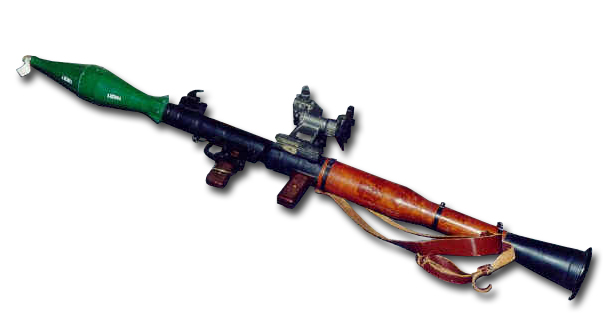
弾頭装填状態のRPG-7

個人が携帯し、肩に担ぐなどして使用する小火器として分類される小型のもの。基本的に無誘導の対戦車擲弾発射器や汎用のロケット弾発射器を指すが、肩撃ち式の対戦車ミサイル発射器もロケットランチャーと呼ばれる例もある。なお、RPG-7用弾薬の多くは加速用にロケット推進機能を備えており、ロケットランチャーと呼ばれることが多い。しかし、発射機自体は装薬による発射と同時に砲身後方からのガス噴射で反動を相殺することから、無反動砲としての性格も備えている。

### 航空機搭載型

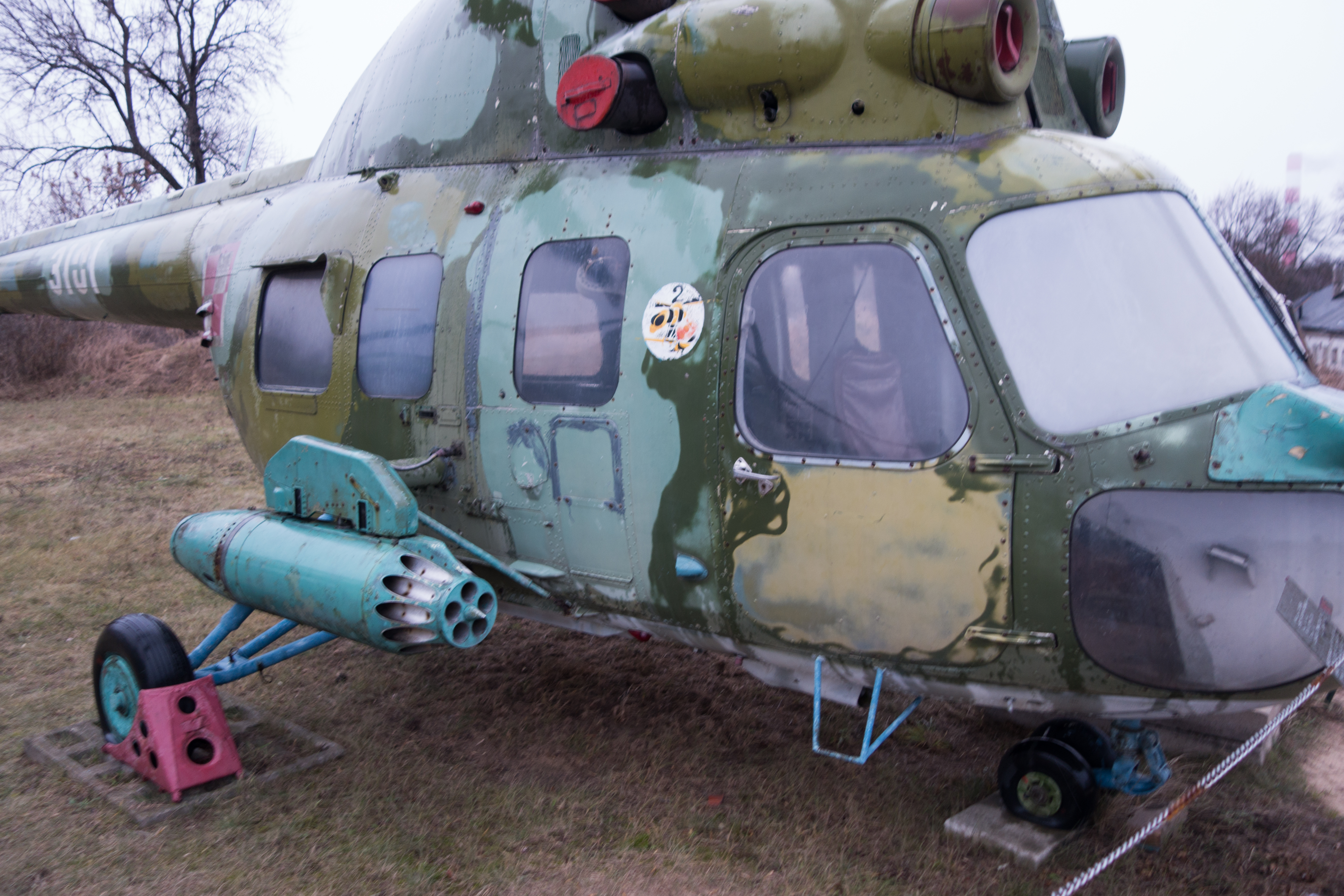
ヘリコプターに取り付けられたMARS-2ロケット弾ポッド

無誘導ロケット弾は、軍用機、特に攻撃ヘリコプターや攻撃機に搭載され、近接航空支援などに使用される。第二次世界大戦時にドイツ軍がメッサーシュミット Me262に搭載したR4Mが最初の航空機搭載型ロケット弾であるが、R4Mの発射器は筒状ではなくレール式であった。後には多連装ポッド式のランチャーが多用されるようになり、その初期のものとしては、アメリカ軍のMk4 FFAR（Folding-Fin Aerial Rocket、小翼折り畳み式空中発射ロケット弾）やフランスのSNEBが挙げられる。

### 砲兵部隊用
地上軍の砲兵部隊などで運用される地上据置、牽引式、自走型など大型のロケットランチャーはロケット砲 (Rocket Artillery) と呼称される。航空機搭載型と同様、多連装化されて使用される例も多い。